# Bamako-Sénou International Airport
Bamako–Sénou International Airport (franska: Aéroport international de Bamako – Sénou) är en flygplats i Mali.   Den ligger i regionen Bamako, i den sydvästra delen av landet, 14 km söder om huvudstaden Bamako. Bamako–Sénou International Airport ligger 380 meter över havet.
Terrängen runt Bamako–Sénou International Airport är huvudsakligen platt. Bamako–Sénou International Airport ligger uppe på en höjd. Runt Bamako–Sénou International Airport är det ganska glesbefolkat, med 35 invånare per kvadratkilometer. Närmaste större samhälle är Bamako, 14,0 km norr om Bamako–Sénou International Airport. Omgivningarna runt Bamako–Sénou International Airport är en mosaik av jordbruksmark och naturlig växtlighet.